# Màrsies de Pel·la
Màrsies de Pel·la (en llatí Marsyas, en grec antic Μαρσύας) fou un escriptor grec nadiu de Pel·la (Macedònia), contemporani d'Alexandre el Gran. Suides diu que es va educar amb el conqueridor i que era germà d'Antígon el borni, segurament germanastre per part de mare.

## Biografia
El parentiu amb Antígon i la seva educació amb Alexandre fa creure que tenia un naixement noble, però segons Suides diu que de jove va ser un gramàtic que es dedicava a l'ensenyament (γραμματοδιδάσκαλος, grammatodidàskalos). La única cosa que se sap segura és que Demetri Poliorcetes el va nomenar comandant d'una divisió de la seva flota en la gran batalla naval de Salamina de Xipre el 306 aC, segons diu Diodor de Sicília, i això demostra que no era només un simple gramàtic sinó que es dedicava als assumptes públics. És probable que durant la seva vida es mantingués al costat del seu germanastre Antígon.

## Obra
La seva obra principal va ser una història del Regne de Macedònia en deu llibres, avui perduda, que parlava de Macedònia des dels temps antics fins a l'expedició d'Alexandre a Àsia, però acabava bruscament amb l'anada del conqueridor a Egipte i la fundació d'Alexandria. L'obra la citen moltes vegades Ateneu de Naucratis, Plutarc, Valeri Harpocració i altres escriptors. Harpocració cita expressament Τὰ περὶ Ἀλέξανδρον (Coses sobre Alexandre), que no se sap si formava part de la mateixa obra o era una obra diferent.
Suides li atribueix una història sobre l'educació d'Alexandre (τοῦ Ἀλεξάνδρου ἀγωγήν), i diu que era una obra independent, i una història sobre l'antiga Àtica (Ἀττικά) en dotze llibres, que devia escriure ja de gran.